# Полуземлянка
Полуземля́нка — жилище, частично углублённое в землю, прямоугольной или округлой формы, стены и крыша которого выступают над поверхностью земли. Основные строительные материалы при изготовлении — древесина, камень, глина, кирпич-сырец, шкуры животных; крыша полуземлянки часто бывает покрыта землёй. Полуземлянка является одним из древнейших типов жилища человека, возникшим в результате улучшения её предшественницы — землянки, и известна со времён неолита. Как правило, полуземлянки, как и землянки, были характерны для регионов с холодным климатом. В них, как правило, суше и светлее, чем в землянках.
Термин «полуземлянка» в исследованиях материальной культуры славян традиционно относится к остаткам любого древнего сооружения неопределённого внешнего вида, на месте которого обнаруживается котлован, заглублённый в землю (в материк). Малая глубина заглубления (0,3—1,2 м, изредка до 1,5 м) этих жилищ в грунт свидетельствует, что значительная часть их стен поднималась над поверхностью земли, поэтому крыша, скорее всего, не могла опираться на землю. Тем не менее, жилища такого типа, даже углублённые лишь на десяток сантиметров, с 40-х годов XX века было принято называть полуземлянками. Этот термин популяризировали исследователи славянского домостроения (начиная с И. И. Ляпушкина и А. Л. Монгайта). Активно употреблявший данный термин П. А. Раппопорт признавал его условность, однако подчёркивал удобство использования: термин «полуземлянка» позволял достаточно чётко разделять два принципиально различных типа жилищ — жилища с полом, пониженным по отношению к уровню земли, и жилища с полом, который расположен на уровне поверхности или поднят над ним. Реконструкции заглубленных в землю построек уже тогда служили мишенью для критики. «Основной недостаток представленного жилища состоит в том, что в нём невозможно жить», — писал историк архитектуры Г. В. Борисевич. Археолог В. Ю. Коваль упрекает Раппопорта за поддержку стереотипа «о землянках и полуземлянках (как основном типе жилищ восточного славянства)», вследствие чего «эту ошибочную интерпретацию погребов и подполий под наземными домами „законсервировали“ на много лет». В настоящее время употребление термина «полуземлянка» по отношению к постройкам, на месте которых при раскопках прослеживается котлован, признаётся некорректным.

## Разновидности
У славян жилища так называемого полуземляночного типа, представлявшие собой вкопанные в землю срубы (в ранние периоды были также каркасные постройки), большая часть которых возвышалась над поверхностью земли, сохранялись вплоть до XIII—XIV веков. Землянки пражской культуры имели квадратное основание и углублялись в землю до 1 м. Имелись ступени. В северо-западном углу располагался открытый очаг, сложенный из камня. Наклонная крыша держалась на вкопанных шестах. Средневековые жилища современной Украины также представляли собой «полуземлянки». Многочисленные остатки подобных жилищ обнаруживались на поселениях у сёл Витачев, Кононча, Городск, Ницаха, Днепровское, а также на Княжей горе, Райковецком и Донецком городищах. Их выявляли при раскопках древних городов: Вышгорода, Коростеня, Белгорода, Колодяжина, Полтавы, Чернигова, Переяславля. Углубленные в землю жилища с глинобитными стенами на деревянном каркасе обнаружены и на городищах Галицко-Волынской земли: в Плеснеске, Городнице, у села Коршив Луцкого района Волынской области, в Галичине.
Жилища-«полуземлянки» в степной и лесостепной зонах Восточной Европы прослеживаются вплоть до III тысячелетия до н. э., когда пространство между Дунаем и Днепром было заселено носителями трипольской культуры. Известны они и на более поздних роменско-боршевских городищах.
Разновидностью простой полуземлянки является бурдей (бордей) — жилище молдавских ремесленников и крестьян в XVII—XIX веках, топившееся по-чёрному. Бордей был постоянным жилищем и имел весьма крупные размеры; как правило, в нём проживала вся семья.
У народов Закавказья старинным видом жилища является глхатун (карадам, дарбази) — полуземлянка с каменными стенами и сводчатым потолком, сделанным из брёвен.
У приморских чукчей до конца XIX века сохранялась специфическая полуземлянка, валкаран (в пер. с чук.  — «дом из челюстей кита»), строившаяся на каркасе из китовых костей, покрытых дерниной.
Исландские дерновые дома конструктивно представляют собой разновидность землянок и полуземлянок.
Одним из традиционных видов жилища североамериканских индейцев является «индейская землянка» — крупная полуземлянка круглой формы с полусферической крышей.
В XIX веке полуземлянки для временного жилья часто строили в Канаде и США переселенцы из Российской империи и с территорий современной Украины.